# ابیگیل فیلمور
 ابیگیل فیلمور (انگلیسی: Abigail Fillmore؛ ۱۳ مارس ۱۷۹۸ – ۳۰ مارس ۱۸۵۳) یک سیاست‌مدار اهل ایالات متحده آمریکا بود. وی بین سال‌های ۱۸۵۰ تا ۱۸۵۳ عهده‌دار سمت بانوی اول ایالات متحده بوده‌است.